# Тюльпан Грейга
Тюльпа́н Гре́йга (Tulipa greigii) — багаторічна рослина роду тюльпан родини лілійних.

## Історія

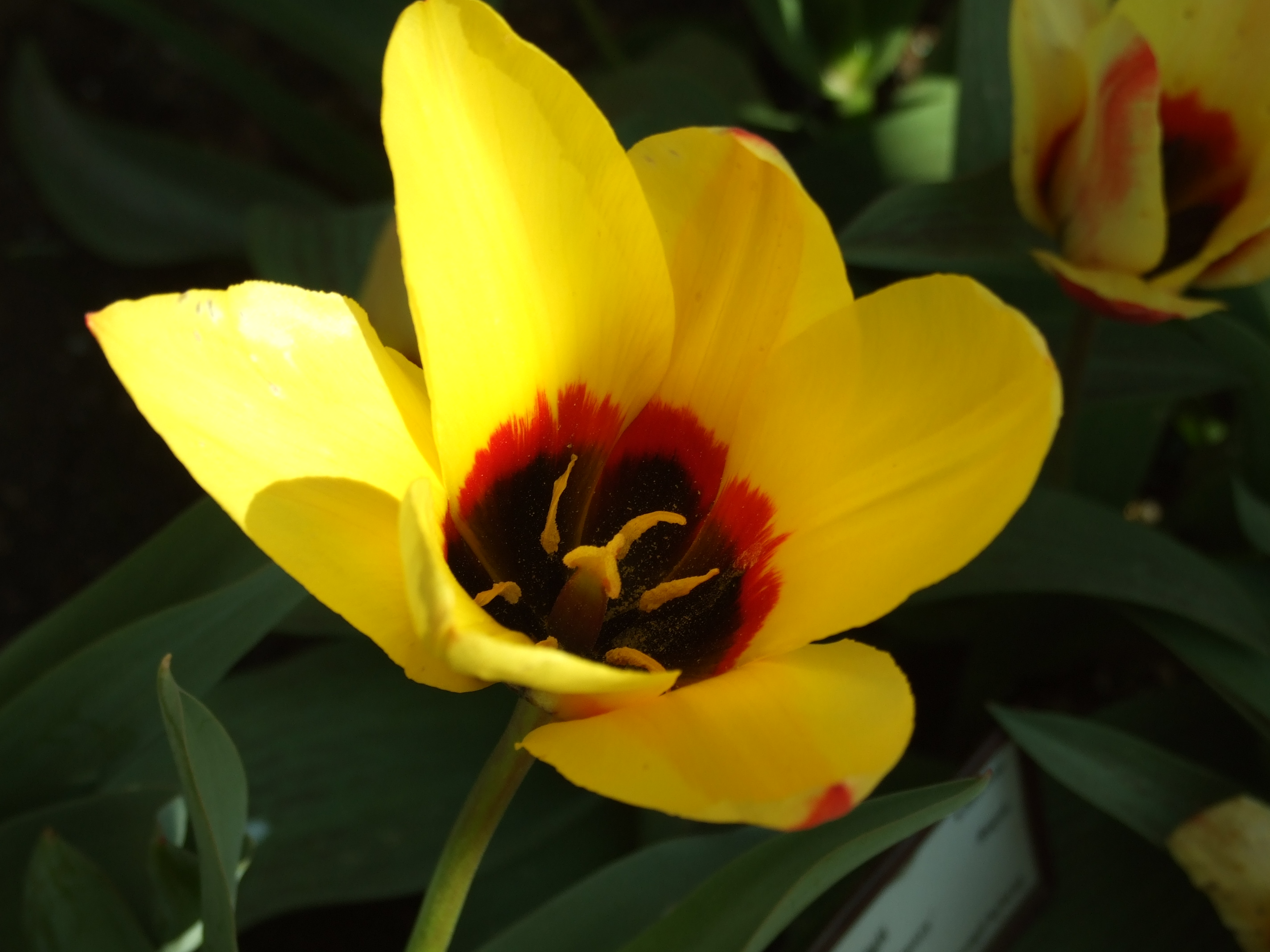
Жовтоквіткова форма тюльпана Грейга у Празькому ботанічному саду

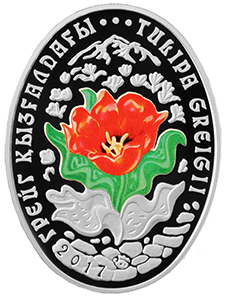
Срібна монета Казахстану 2017 року номіналом у 500 тенге із зображенням тюльпана Грейга

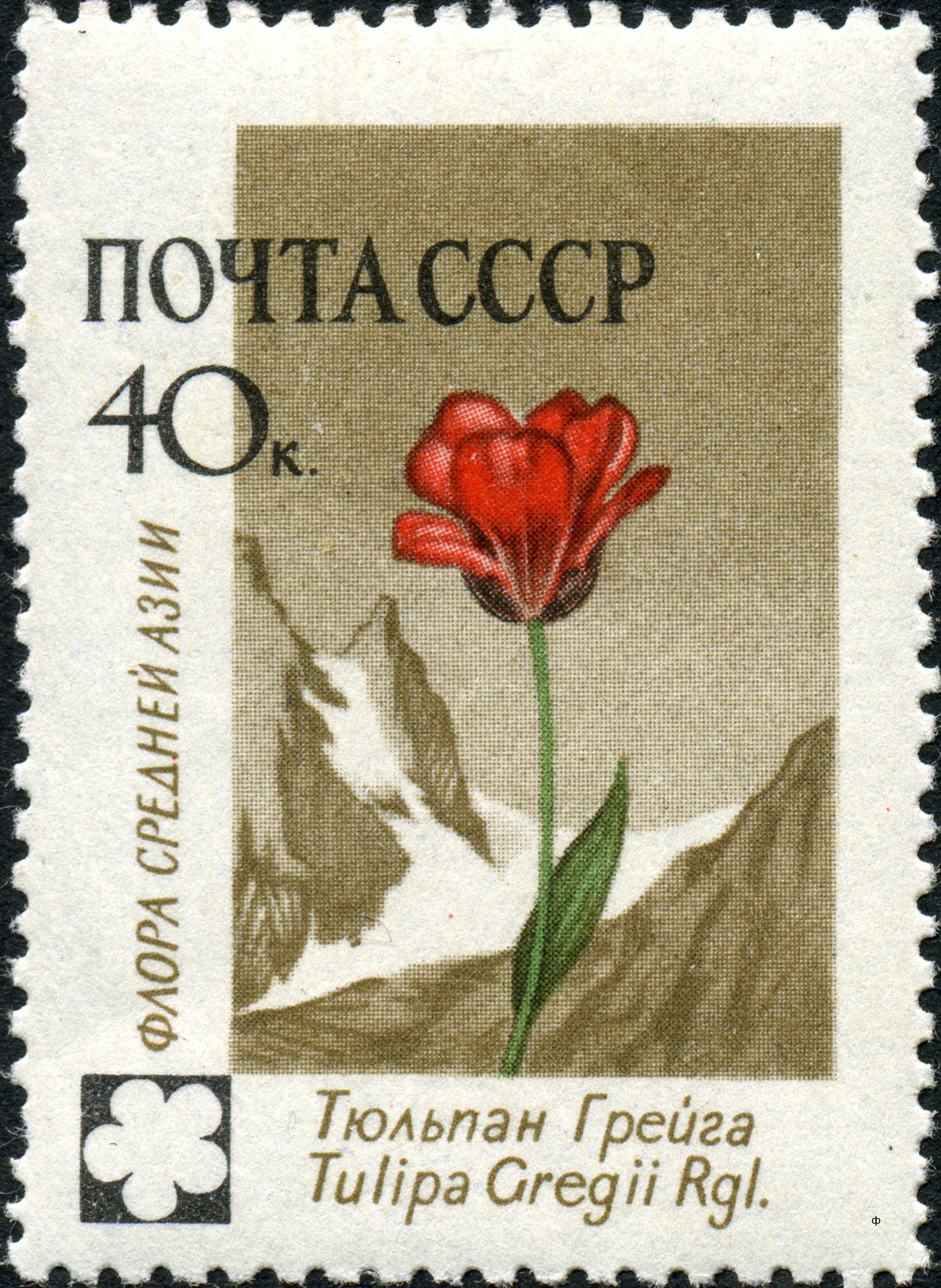
Тюльпан Грейга на поштовій марці СРСР 1960 року

У 1868 році Едуард Регель описав цей вид за зразком, зібраним в горах Каратау спочатку як різновид тюльпана алтайського (Tulipa altaica var. karatavica), а потім, в 1873 році — як самостійний вид. Названий на честь Самуїла Олексійовича Грейга — президента Російського товариства садівників.

## Опис
Цибулина подовжено-яйцеподібна, 2-4 см в діаметрі, з червонувато-бурими шкірястими лусками. Стебла до 50 см заввишки, товсті, потужні, часто пофарбовані антоціаном в рожевий або коричнево-бордовий колір; запушені густими короткими, волосками, що стирчать. Листки — зазвичай, 4, рідше — 3 або 5, з темно-фіолетовими плямами. Квітконос пухнастий, 10 — 50 см заввишки. Квітка одиночна, келихоподібної або чашоподібної форми, до 10-12 см заввишки, зовнішні листочки оцвітини загострені в пухнастий кінчик. Забарвлення — найчастіше червоне, іноді помаранчеве, яскраво-жовте, світло-кремове. Дно у червоних форм — чорне або жовте, нерідко у світлих форм на внутрішній стороні листочків оцвітини — червоні або малинові плями. Тичинкові нитки і пильовики — жовті, чорнуваті або темно-бордові. Зав'язь блідо-зелена, зазвичай у вигляді рівного по всій довжині циліндра, 3,3 × 0,6 см завдовжки. Рильце велике, значно ширше зав'язі, світло-жовте. У деяких форм зав'язь під рильцем поступово звужується. Плід — коробочка, до 11 см завдовжки і 4 см завширшки, але бувають і менших розмірів. Насіння світло-коричневе, кривувато-яйцеподібне, 1,3 × 0,7 см. Число нормально розвинених насінин — до 313. Розмноження — насіннєве, дуже рідко вегетативне.
Цвіте з початку квітня до початку червня, плодоносить в червні-липні.

## Екологія
Росте на підгірних рівнинах і шлейфах гір, на глинистих, кам'янисто-щебенистих схилах передгір'їв або невисоких гір, до 2400 м над рівнем моря, у щебенистих і суглинистих степах.
У природних популяціях нерідкі спонтанні гібриди з тюльпаном Кауфмана (Tulipa kaufmanniana) і тюльпаном Альберта (Tulipa alberti).

## Поширення
Тюльпан Грейга — ендемічна рослина Середньої Азії. У дикому вигляді роосте тільки на півдні Казахстану (Жамбильська, Південно-Казахстанська і Кизилординська області) та на прилеглих територіях Узбекистану, Таджикистану і Киргизстану.

## Охоронні заходи
Вид перебував у Червоній книзі СРСР. Наразі занесений до Червоних книг Казахстану, Киргизстану, Таджикистану та Узбекистану.

## Культивування
Вперше введений в культуру в Санкт-Петербурзі Е. Регелєм в 1872 році. Вирощується в ботанічних садах країн колишнього СРСР та Західної Європи.
У природі існує багато форм цього виду, що розрізняються величиною вегетативних органів, формою і забарвленням оцвітини, тичинкових ниток і маточки. Широка видова мінливість здавна використовувалася селекціонерами, але поширенню в культурі заважало слабке насіннєве розмноження. Однак після того, як були отримані внутрішньовидові та міжвидові гібриди, ситуація покращилася, особливо перспективними виявилися гібриди з тюльпаном Кауфмана. В результаті були отримані сорти з високим коефіцієнтом розмноження.

## Використання
Цибулини їстівні. У узбецькій і казахській народній медицині застосовуються пелюстки (при головному болю) і плоди (при легеневих захворюваннях). Широко використовується в селекції. У 1877 році удостоєний диплома першокласного сорту в Голландії. Перші 15 сортів були отримані вже в 1889 році, до кінця 1960-х років — 286 сортів.
У 1960 році різновиди і гібриди, у яких переважають характерні особливості тюльпана Грейга були виділені в окремий клас «Тюльпани Грейга».
Однією з відмінних рис тюльпнів Грейга є характерна для них крапчатість листя, що надає їм особливу декоративність. Листя по верхній стороні прикрашені коричнево-фіолетовими плямами різної форми і інтенсивності; на початку вегетації дуже яскраві, поступово бліднуть в процесі цвітіння, у багатьох рослин після цвітіння зникають зовсім.
За термінами цвітіння — ранні і середньоранні. Цвітуть слідом за тюльпанами Фостера, в кінці квітня — початку травня, їх квіти довго не в'януть.
Призначення тюльпанів цього класу універсальне, через те, що сорти цього класу відрізняються великою різноманітністю: за забарвленням і формою квітки, висотою рослини, формою і забарвленням листя, термінами цвітіння. Сорти придатні для вигонки і зрізки.

## Культивари

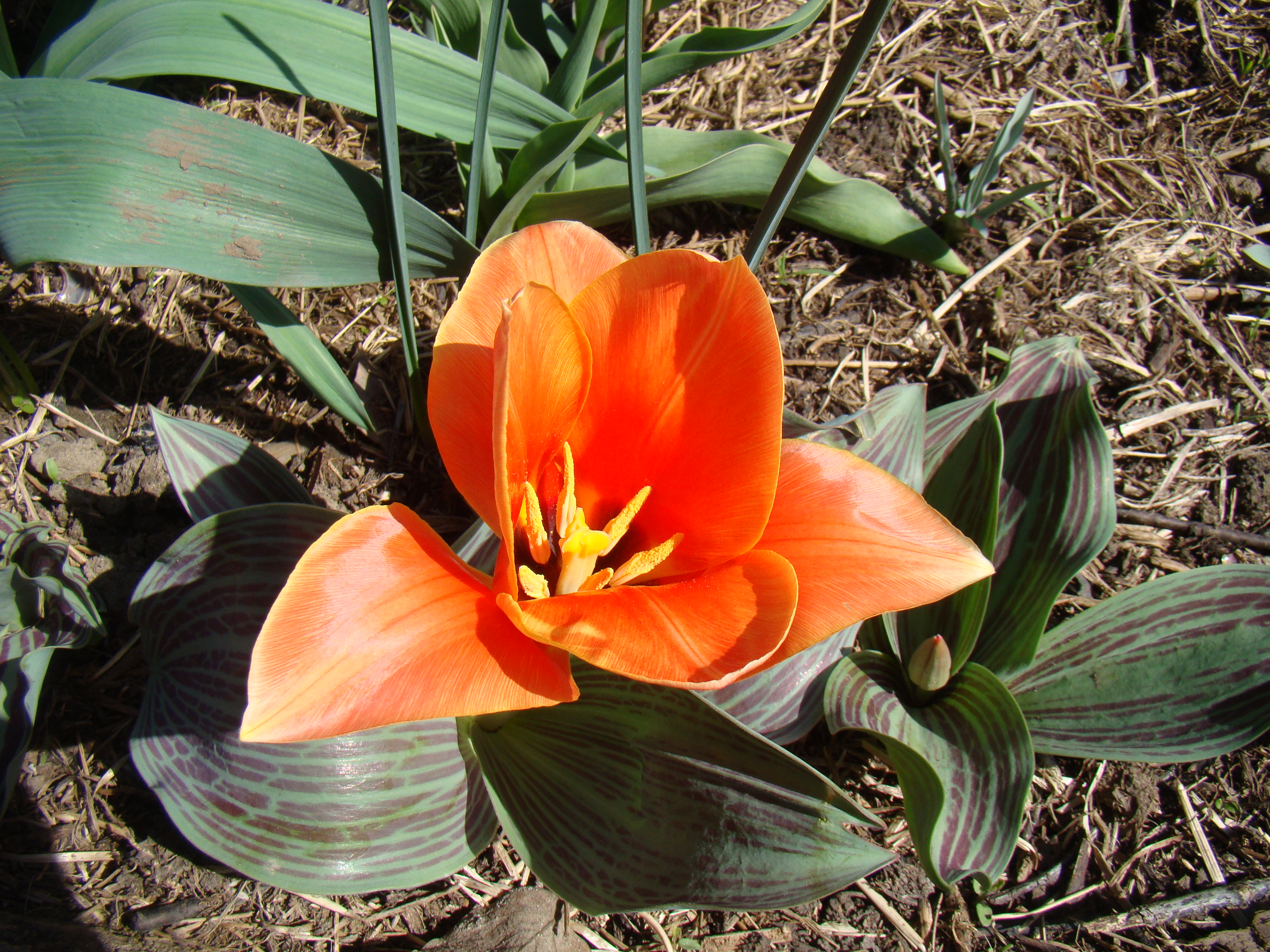
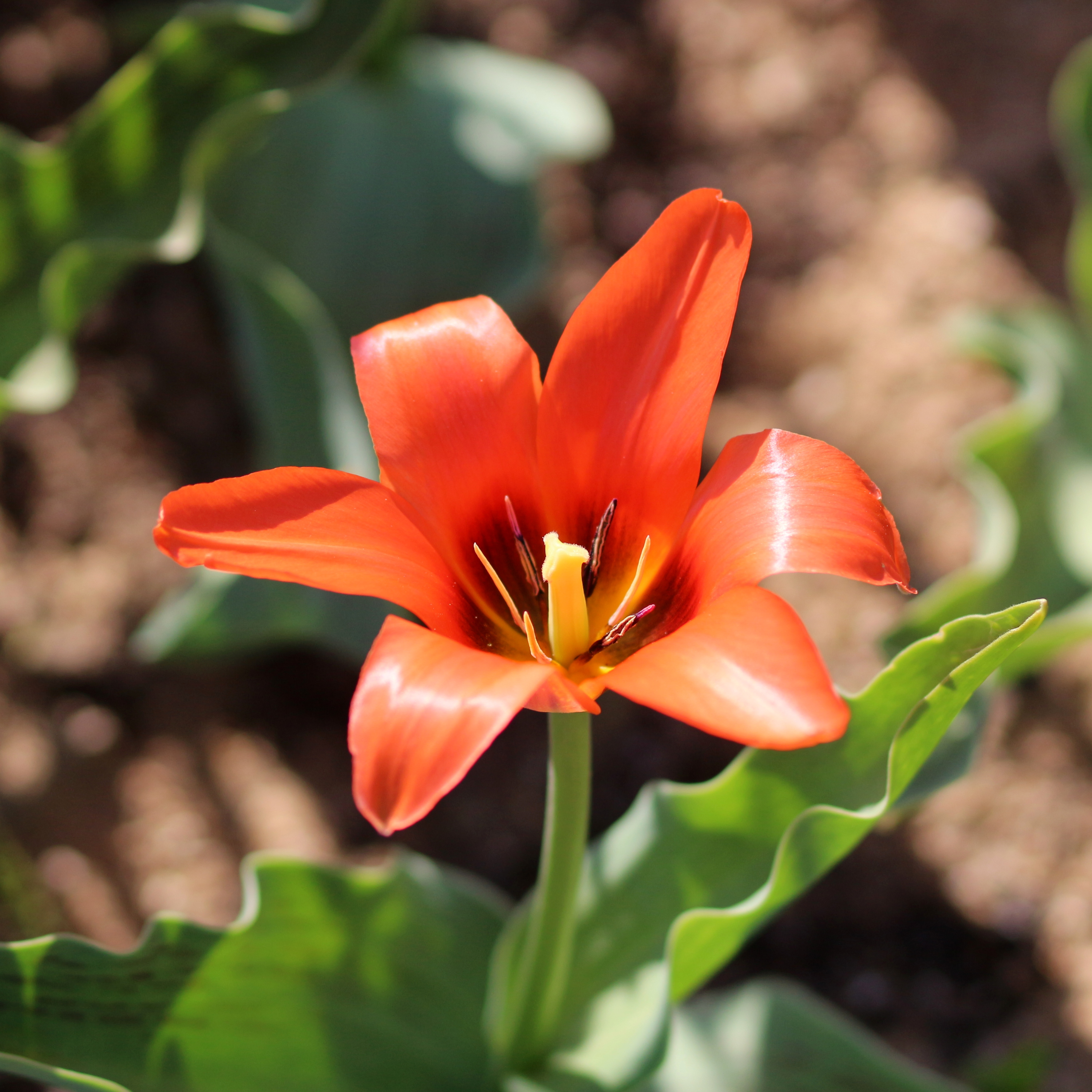
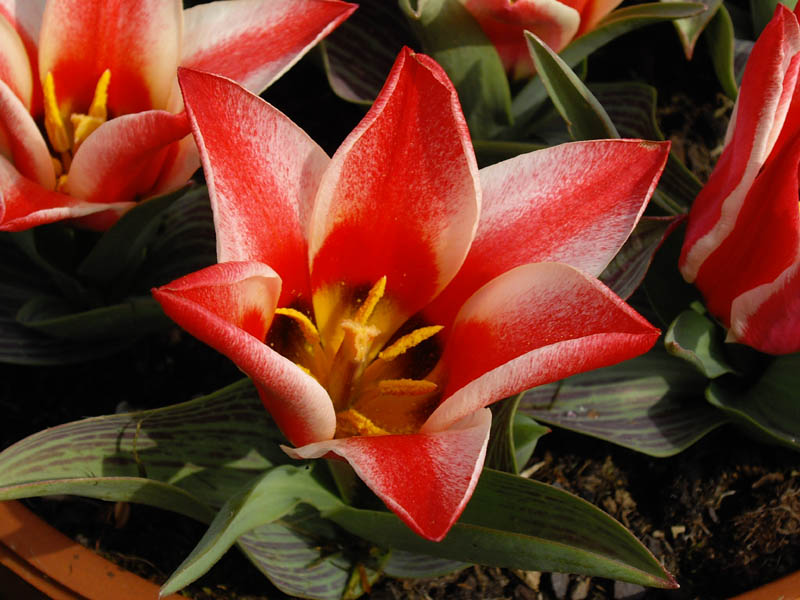
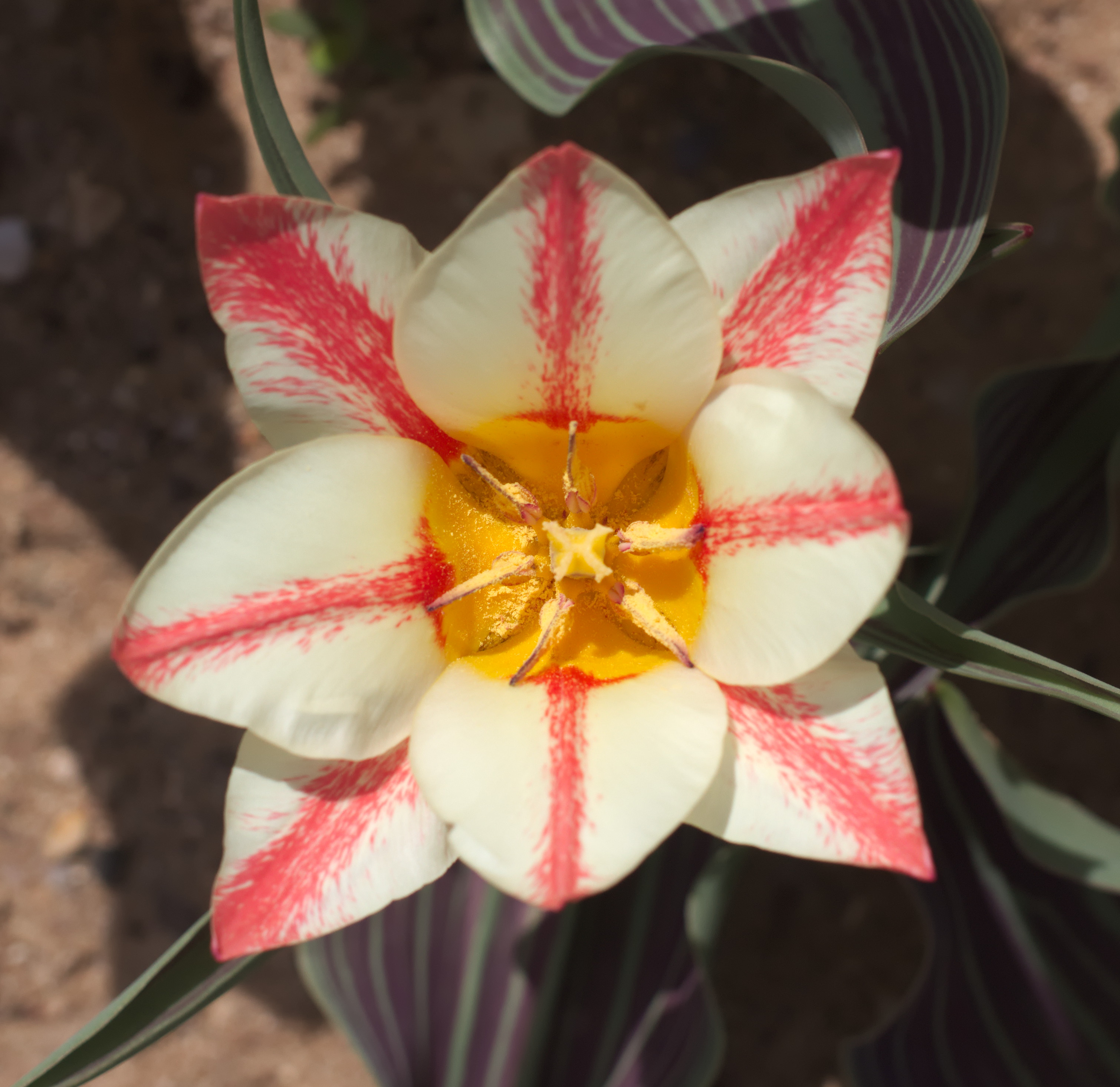
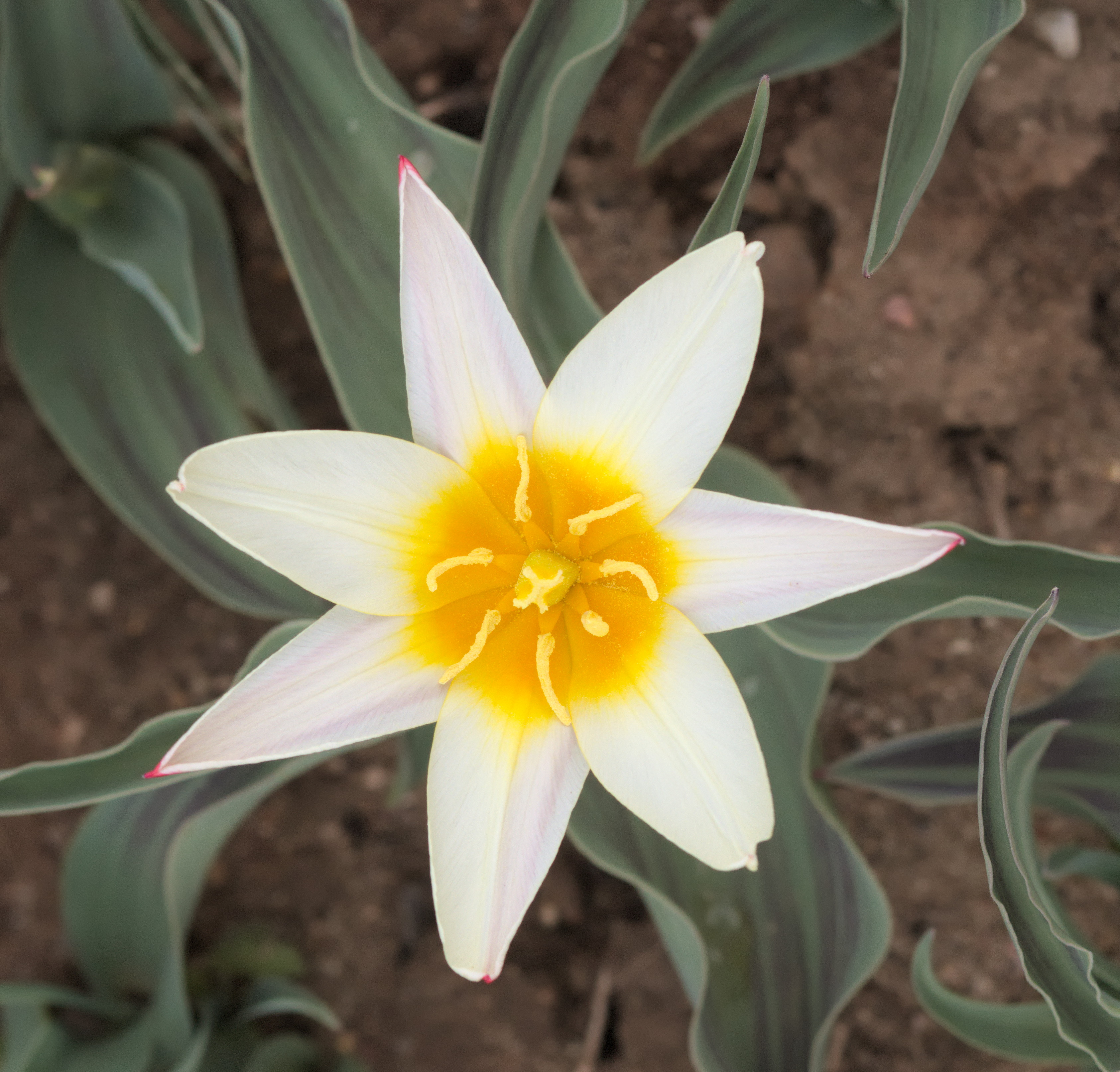